# Tautoneura albida
Tautoneura albida är en insektsart som först beskrevs av Irena Dworakowska 1970.  Tautoneura albida ingår i släktet Tautoneura och familjen dvärgstritar. Inga underarter finns listade i Catalogue of Life.